# Linus Eklund Adolphson
Ej att förväxla med filmfotografen Linus Eklund (född 1976).
Johan Linus Eklund Adolphson, född 10 augusti 1971 i Maria Magdalena församling i Stockholm, är en svensk skådespelare. Han har bland annat medverkat i produktioner med humorgruppen Grotesco och spelade rollen som Walter Eriksson i TV-serien 112 Aina.

## Biografi
Linus Eklund Adolphson har medverkat i ett antal filmer och tv-produktioner men också uppträtt på scen, framför allt med humorkollektivet Grotesco, däribland revyn Grotesco på Scala – En Nära-Döden-Revy (2015). Han har även en bakgrund inom Försvarsmakten och har bland annat tjänstgjort med Utlandsstyrkan i Kosovo 2002.
Han är son till den svenske vissångaren, kompositören och författaren Olle Adolphson och Katarina Monica Eklund samt sonson till skådespelarna Edvin Adolphson och Mildrid Folkestad. Eklund Adolphson äger tillsammans med sina syskon upphovsrätten efter framlidne fadern Olle Adolphsons visskatt.

## Filmografi
- 2006 – Nisse Hults historiska snedsteg (TV-serie)
- 2007–2017 – Grotesco (TV-serie)
- 2009 – Hål i väggen (TV-serie)
- 2011 – Åsa-Nisse – wälkom to Knohult
- 2013–2015 – 112 Aina (TV-serie)
- 2013 – Barna Hedenhös uppfinner julen (TV-serie)
- 2014 – Inte OK (TV-serie)
- 2014 – Torpederna (TV-serie)
- 2017–2020 – Sommaren med släkten (TV-serie)
- 2019 – Lejonkungen (röst som Pumbaa)
- 2019 – Sune – Best Man
- 2020 – Själen (röst som Curly)
- 2020 – Vår tid är nu (TV-serie)
- 2021 – Snälla kriminella
- 2022 – Clark (TV-serie)
- 2022 – Göta kanal 4 – Vinna eller försvinna
- 2023 – Laxbralla (Rasse-Hasse, säsong 2)
- 2023 – Ronja Rövardotter (Pelje)
- 2024 – Skiftet (Herr Monopol)
- 2024 – Mufasa (röst som Pumbaa)

## Teater

### Roller (ej komplett)
| År   | Roll                       | Produktion                                                   | Regi           | Teater             |
| ---- | -------------------------- | ------------------------------------------------------------ | -------------- | ------------------ |
| 1998 | Callimachus Dante Turkanen | Djävulen Clive Barker                                        | Erik Wernquist | Stockholms blodbad |
| 2015 | Medverkande                | Grotesco på Scala – En näradödenrevy Henrik Dorsin           | Anna Vnuk      | Scalateatern       |
| 2018 | Holmfrid                   | Så som i himmelen Fredrik Kempe, Kay Pollak och Carin Pollak | Markus Virta   | Oscarsteatern      |

### Fotnoter
1. ↑   Sveriges befolkning 1990. Ramsele: Svensk arkivinformation (SVAR), Riksarkivet. 2011. Libris 12076919. ISBN 9789188366917
2. ↑  ”Linus Eklund-Adolphson - SFdb”. https://www.svenskfilmdatabas.se/sv/Item/?type=person&itemid=455246. Läst 9 mars 2023.
3. ↑   Sveriges befolkning 1980. Stockholm: Sveriges släktforskarförb. 2004. Libris 9632925. ISBN 91-87676-37-0
4. ↑  OA Komposition Handelsbolag: Styrelse Allabolag.se. Åtkomst 19 september 2015.
5. ↑  OA Komposition Handelsbolag: Verksamhet/ändamål Allabolag.se. Åtkomst 19 september 2015.
6. ↑  Djävulen, programblad
7. ↑  ”Musikalen Så som i himmelen”. http://www.sasomihimmelen.se/. Läst 1 februari 2018.